# Bednarzowe Wrótka
Bednarzowe Wrótka – przełączka w Grani Hrubego w słowackiej części Tatr Wysokich pomiędzy Zadnią Bednarzową Turnią na wschodzie i Bednarzową Kopką na zachodzie. Na południową stronę, do Niewcyrki, opada z przełęczy niezbyt stromy, trawiasto-piarżysty stok. Po północnej stronie (w Dolinie Hlińskiej) pod przełęczą znajduje się wielkie zacięcie. Po lewej stronie (patrząc od dołu) zbudowane jest z gładkich, średnio stromych płyt, dochodzących do ostrza filara Zadniej Bednarzowej Turni. Z lewej strony ścianki zacięcia dochodzą do ostrza filara Bednarzowej Kopki. Około 150 m poniżej przełęczy do zacięcia tego uchodzi wąski Komin Psotki. Poniżej miejsca ich połączenia jest urwista depresja opadająca do Bednarzowej Zatoki.
Nazwę przełączki utworzył Władysław Cywiński w 14. tomie przewodnika wspinaczkowego Tatry. Grań Hrubego. Nawiązał nią do nadanych wcześniej przez Witolda Henryka Paryskiego Bednarzowych turni i przełączek.
W Grani Hrubego mogą uprawiać wspinaczkę taternicy, ale bez wchodzenia do Niewcyrki i z wyłączeniem opadających do niej stoków (dolina ta jest obszarem ochrony ścisłej Tatrzańskiego Parku Narodowego i obowiązuje zakaz wstępu do niej).

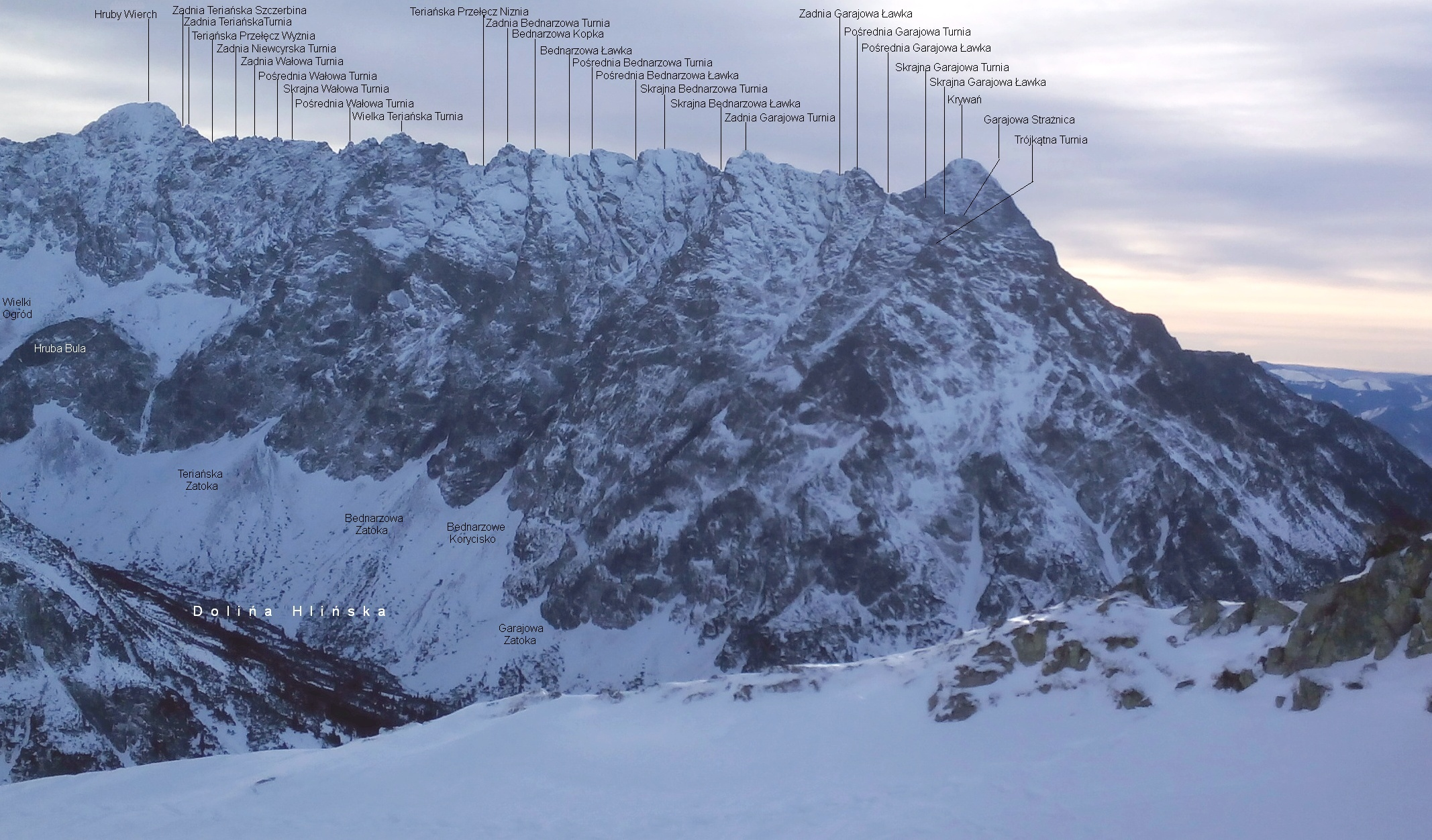
Widok od północy